# Ghost Stories
Ghost Stories är det sjätte studioalbumet av det brittiska bandet Coldplay. Albumet gavs ut den 16 maj 2014 och producerades av Rik Simpson, Daniel Green, Paul Epworth och bandet själva. Andra kända namn som på ett eller annat sätt också var inblandade i produktionen av albumet är Timbaland, Jon Hopkins och Avicii.
Albumet föregicks av singlarna "Magic" och "A Sky Full of Stars", samt efter albumets release promotades "True Love" och "Ink" som singlar.

## Bakgrund
Efter bandets tidigare album Mylo Xyloto gick bandets frontman Chris Martin isär med sin dåvarande fru Gwyneth Paltrow och gick in i en mörk period. Bandets manager Phil Harvey uttalade sig i bandets dokumentär "A Head Full of Dreams" från 2018 om sångarens mentala hälsa under separationen; 
"It was to the extent that I was just happy to recieve a text in the morning to know that he was okay. And almost when he was at his absolute worst, that's when we started making Ghost Stories."
Albumet är därför, till skillnad från Mylo Xyloto, mycket mer tillbakadraget och lugnt i sitt sound och liknar mer bandets tidiga låtar med dess melankoliska stämning. 

## Spårinfo
Alla låtar är skrivna och komponerade av Guy Berryman, Jonny Buckland, Will Champion, and Chris Martin, förutom "A Sky Full of Stars" (co-producerad av Tim Bergling). 
| 1.           | Always in My Head                          | 3:36  |
| 2.           | Magic                                      | 4:45  |
| 3.           | Ink                                        | 3:48  |
| 4.           | True Love                                  | 4:05  |
| 5.           | Midnight                                   | 4:54  |
| 6.           | Another's Arms                             | 3:54  |
| 7.           | Oceans                                     | 5:21  |
| 8.           | A Sky Full of Stars                        | 4:28  |
| 9.           | O ("Fly On" – 0:00–3:54 / "O" – 6:18–7:47) | 7:47  |
| Total längd: | Total längd:                               | 42:37 |

I USA såldes en specifik utgåva av albumet av butikskedjan Target, som hade tre extra låtar, tagna från bandets "A Sky Full of Stars" EP.
| 10.          | All Your Friends | 3:31  |
| 11.          | Ghost Story      | 4:17  |
| 12.          | O (Reprise)      | 1:37  |
| Total längd: | Total längd:     | 50:54 |

## Ghost Stories Live 2014
Ghost Stories Live 2014 är Coldplays fjärde livealbum. Albumet innehåller alla låtar som standardutgåvan innehåller, fast nu inspelade live på olika ställen under bandets Ghost Stories Tour. 
Albumets fysiska utgåva innehåller även en DVD med en av konserterna, plus musikvideor och andra alternativa framträdanden. 
| 1.           | Always In My Head (Live at the Royal Albert Hall, London)   | 3:57  |
| 2.           | Magic (Live at the Enmore Theatre, Sydney)                  | 4:52  |
| 3.           | Ink (Live at Le Casino De Paris, Paris)                     | 4:09  |
| 4.           | True Love (Live at the Enmore Theatre, Sydney)              | 4:20  |
| 5.           | Midnight (Live at the Royal Albert Hall, London)            | 4:48  |
| 6.           | Another's Arms (Live at the Beacon Theatre, New York City)  | 3:55  |
| 7.           | Oceans (Live at E-Work, Cologne)                            | 4:28  |
| 8.           | A Sky Full of Stars (Live at the Royal Albert Hall, London) | 4:38  |
| 9.           | O (Live at Royce Hall, Los Angeles)                         | 5:36  |
| Total längd: | Total längd:                                                | 40:43 |